# Суперћелија
Суперћелија или суперћелијска олуја је олуја са грмљавином коју карактерише присуство мезоциклона, дубоког, стално ротирајућег узлазног струјања. Због тога се ове олује понекад називају ротирајућим олујама. Од четири класификације олуја са грмљавином (суперћелија, шквална линија, вишећелијска и једноћелијска ), суперћелије су најмање уобичајене и имају потенцијал да буду најтеже. Суперћелије су често изоловане од других олуја и могу доминирати локалним временом до 32 км далеко. Трају 2-4 сата.
Суперћелије се често сврставају у три типа класификације: класична (нормалан ниво падавина), ниска количина падавина (ЛП) и висока падавина (ХП). Суперћелије са ниском количином падавина се обично налазе у климама које су сушније, као што су велике равнице Сједињених Држава, а суперћелије са високом количином се најчешће налазе у влажним климама. Суперћелије се могу појавити било где у свету под одговарајућим већ постојећим временским условима, али су најчешће у Великим равницама Сједињених Држава у области познатој као Алеја торнада. Велики број суперћелија се може видети у многим деловима Европе, као и на Коридору торнада у Аргентини, Уругвају и јужном Бразилу.

## Карактеристике
Суперћелије се обично налазе изоловане од других олуја са грмљавином, иако понекад могу бити уграђене у линију шквалова. Типично, суперћелије се налазе у топлом сектору система ниског притиска који се шири углавном у североисточном правцу у складу са хладним фронтом система ниског притиска. Пошто могу да трају сатима, познате су као квази-стабилне олује. Суперћелије имају способност да одступе од средњег ветра. Ако прате удесно или лево од средњег ветра (у односу на вертикални смицање ветра ), за њих се каже да су „десни покретачи” или „леви покрети”, респективно. Суперћелије понекад могу да развију две одвојене узлазне струје са супротним ротацијама, што дели олују на две суперћелије: једну левицу и једну десницу.
Суперћелије могу бити било које величине - велике или мале, ниске или високе. Обично производе велике количине града, бујичних падавина, јаких ветрова и значајних налета. Суперћелије су једна од ретких врста облака који обично стварају торнада унутар мезоциклона, иако то чини само 30% или мање. 

## Географија
Суперћелије се могу појавити било где у свету под правим временским условима. Прва олуја која је идентификована као тип суперћелије била је олуја Вокингем изнад Енглеске, коју су проучавали Кит Браунинг и Френк Ладлам 1962. Браунинг је урадио почетни рад који су пратили Лемон и Досвел да би развили савремени концептуални модел суперћелије. У мери у којој су доступни записи, суперћелије су најчешће у Великим равницама централних Сједињених Држава и јужне Канаде, које се протежу на југоисток САД и северни Мексико , источна и централна Аргентина и суседни региони Уругваја, Бангладеш и делови источне Индије, Јужна Африка, и источну Аустралију. Суперћелије се повремено јављају у многим другим регионима средње географске ширине, укључујући источну Кину и широм Европе. Подручја са највишим фреквенцијама суперћелија су слична онима у којима је највише торнада; види климатологију торнада и Алеју торнада.

## Суперћелијска анатомија
Тренутни концептуални модел суперћелије описали су Леслие Р. Лемон и Чарлес А. Досвел III у делу Тешка еволуција грмљавине и структура мезоциклона као везана за торнадогенезу (видети Лемонову технику ). Влага струји са стране подлоге без падавина и спаја се у линију топле области уздизања где је торањ грмљавинског облака нагнут висинским посмичним ветровима. Високо смицање узрокује хоризонтални вртлог који се нагиње у узлазном струјању да постане вертикални вртлог, а маса облака се окреће док добија на висини до врха, који може бити до 17.000м – 21.000м изнад земље за највеће олује, и пратећи наковањ.
Суперћелије изводе своју ротацију кроз нагињање хоризонталног вртлога, што је узроковано смицањем ветра који даје ротацију на растуће ваздушне парцеле помоћу диференцијалних сила. Јака узлазна струја подиже ваздух који се окреће око хоризонталне осе и доводи до тога да се овај ваздух окреће око вертикалне осе. Ово формира дубоку ротирајућу узлазну струју, мезоциклон.
|  |  |  |
|  |  |  |

Обично је потребна инверзија поклопца или поклопца да би се формирао узлазни струјни струј довољне снаге. Ваздух оптерећен влагом се затим хлади довољно да се исталожи док се ротира према хладнијем региону, представљеном турбулентним ваздухом облака мамматуса где се топли ваздух прелива преко хладнијег, продорног ваздуха. Капа се формира тамо где смични ветрови блокирају даље подизање на неко време, све док релативна слабост не дозволи пробој капе ( врх који прелази прекорачење ); хладнији ваздух десно на слици може или не мора да формира облак на полицама, али зона падавина ће се појавити где се топлотни мотор уздизања меша са продорним, хладнијим ваздухом. Поклопац поставља обрнути (топло-изнад-хладно) слој изнад нормалног (хладно-изнад-топлог) граничног слоја и спречавањем подизања топлог површинског ваздуха омогућава једно или обоје од следећег:
- Ваздух испод поклопца се загрева и/или постаје влажнији
- Ваздух изнад поклопца се хлади

Како хладнији, али сувљи ваздух циркулише у топли доток са влагом, база облака ће често формирати зид, а база облака често доживљава спуштање, што је, у екстремним случајевима, место где се формирају торнада. Ово ствара топлији, влажнији слој испод хладнијег слоја, који је све нестабилнији (јер је топли ваздух мање густ и има тенденцију да се подигне). Када капа ослаби или се помери, следи експлозивни развој.
У Северној Америци, суперћелије се обично појављују на Доплеровом метеоролошком радару како почињу од тачке или у облику куке на југозападној страни, ширећи се према североистоку. Најјаче падавине обично су на југозападној страни, а завршавају се нагло након основе узлазног струјања без кише или главног узлазног струјања (није видљиво радару). Силазни ток задњег бока, или РФД, носи падавине у смеру супротном од казаљке на сату око северне и северозападне стране базе узлазног струјања, производећи „ одјек куке “ који указује на присуство мезоциклона.

### Структура

#### Издигнути врх
Ова карактеристика "куполе" се појављује изнад најјаче локације узлазног струјања на наковњу олује. То је резултат узлазног струјања довољно снажног да се пробије кроз горње нивое тропосфере у доњу стратосферу. Посматрач на нивоу земље и близу олује можда неће моћи да види врх који прелази прекорачење јер наковањ блокира поглед на ову особину. Прекорачење је видљиво на сателитским снимцима као "бубљење" усред иначе глатке горње површине облака наковња.

#### Наковањ
Наковањ се формира када се олујни узлазни млаз судари са горњим нивоима најнижег слоја атмосфере, или тропопаузе, и нема где да иде због закона динамике флуида – конкретно притиска, влажности и густине, једноставним речима, пакет ваздуха је изгубио своју узгону и не може да се подигне више. Наковањ је веома хладан (-30°Ц) и практично без падавина иако се вирга може видети како пада са напред срезаног наковња. Пошто у наковњу има тако мало влаге, ветрови се могу слободно кретати. Облаци попримају свој облик наковња када ваздух који се диже достигне 15.200-21.300м  или више. Посебност наковња је што стрши испред олује као полица. У неким случајевима, може се чак и смицати уназад, што се назива назадно смицани наковањ, што је још један знак веома снажног узлазног струјања.

#### База без падавина
Ово подручје, обично на јужној страни олује у Северној Америци, релативно је без падавина. Ово се налази испод главног узлазног струјања и главна је област прилива. Док посматрач не може да види падавине, са овог подручја може падати велики град. Регион ове области се зове Трезор. Тачније се зове главно подручје узлазног струјања.

#### Зид облака
Зид облака се формира у близини интерфејса силазно/узлазно струјање. Ово „интерфејс“ је област између области падавина и базе без падавина. Зидни облаци настају када се кишом охлађен ваздух из силазног струјања увуче у узлазни. Овај влажни, хладни ваздух брзо се засити док га подиже узлазно струјање, формирајући облак који као да се „спушта“ са базе без падавина. Зидни облаци су уобичајени и нису ексклузивни за суперћелије; само мали проценат заправо производи торнадо, али ако олуја ствара торнадо, обично показује зидне облаке који трају дуже од десет минута. Облаци на зиду који изгледају као да се насилно крећу горе или доле, и насилни покрети фрагмената облака (сцуд или фрактус) у близини зидног облака су индикације да би се могао формирати торнадо.

#### Маматус облаци
Мамматус су луковичасте или јастучасте формације облака које се протежу испод наковња олује. Ови облаци настају када хладан ваздух у области наковња олује тоне у топлији ваздух испод њега. Мамматуси су најочигледнији када су осветљени са једне стране или испод и стога су најупечатљивији у близини заласка сунца или убрзо након изласка када је сунце ниско на небу. Мамматуси нису ексклузивни за суперћелије и могу бити повезани са развијеним олујама и кумулонимбусима.

#### Предњи бочни спуст
Ово је генерално подручје највећих и најраспрострањенијих падавина. За већину суперћелија, језгро падавина је на својој предњој ивици ограничено облаком полица који је резултат кишом хлађеног ваздуха унутар језгра падавина који се шири напоље и ступа у интеракцију са топлијим, влажним ваздухом изван ћелије. Између базе без падавина и ФФД-а може се уочити „засвођена“ или „катедрала“. У суперћелијама са великом количином падавина, област обилних падавина може се појавити испод главне области узлазног струјања где би се свод наизменично посматрао са класичним суперћелијама.

#### Задњи бочни спуст
Задњи бочни ток суперћелије је веома сложена и још увек несхваћена карактеристика. РФД се углавном јављају у класичним и ХП суперћелијама, иако су РФД-ови примећени у ЛП суперћелијама. Верује се да РФД суперћелије игра велику улогу у торнадогенези стезањем постојеће ротације унутар површинског мезоциклона. РФД-ови су узроковани ветровима средњег нивоа управљања суперћелије који се сударају са торњем узлазног струјања и крећу се око њега у свим правцима; конкретно, ток који је преусмерен наниже се назива РФД. Овај силазни талас релативно хладног ваздуха средњег нивоа, услед интеракције између тачака росе, влажности и кондензације конвергирајућих ваздушних маса, може да достигне веома велике брзине и познато је да изазива широко распрострањену штету од ветра. Радарски потпис РФД-а је структура налик на куку где ваздух који тоне доноси са собом падавине.

#### Бочна линија
Бочна линија је линија мањих кумулонимбија или кумулуса који се формирају у топлом ваздуху који се диже увучен главним узлазним струјањем. Због конвергенције и издизања дуж ове линије, понекад се јављају изливи на граници изливања овог региона.

### Радарске карактеристике суперћелије
Ехо куке (или привезак)
„Hook echo“ је област ушћа између главног узлазног струјања и силазног струјања задњег бока (РФД). Ово указује на положај мезоциклона и вероватно торнада.
Ограничени регион слабог еха (или БВЕР)
Ово је област ниске радарске рефлексије која је изнад ограничена подручјем веће радарске рефлексије са свесним узлазним струјањем, такође названо свод . Не примећује се код свих суперћелија, али је на ивици одјека веома велике количине падавина са веома оштрим градијентом окомито на РФД. Ово је доказ снажног узлазног струјања и често присуства торнада . Посматрачу на земљи то би се могло доживети као зона без падавина, али обично са великим градом.
Доводни зарез
"Урез" слабе рефлексивности на улазној страни ћелије. Ово није В-зарез.
V Зарез
Зарез у облику слова В на предњој ивици ћелије, који се отвара даље од главног силазног струјања. Ово је индикација дивергентног тока око снажног узлазног струјања.
Градни шиљак
Овај троструки шиљак расипања тела је област слабих одјека који се налазе радијално иза главног рефлективног језгра на већим надморским висинама када је присутан велики град.

## Суперћелијске варијације
Метеоролози и посматрачи олуја понекад класификују суперћелијске олује у три категорије; међутим, не уклапају се све суперћелије, будући да су хибридне олује, уредно ни у једну категорију, а многе суперћелије могу пасти у различите категорије током различитих периода свог живота. Стандардна дефиниција дата горе се назива Класична суперћелија. Све врсте суперћелија обично производе лоше временске услове.

### Мала количина падавина (ЛП)
ЛП суперћелије садрже мало и релативно лагано језгро падавина (киша/град) које је добро одвојено од узлазног струјања. Узлазно струјање је интензивно, а ЛП су олује са доминантним приливом. Торањ узлазног струјања је обично јаче нагнут, а девијантно кретање удесно мање него код других типова суперћелија. Силазни помак напред (ФФД) је приметно слабији него код других типова суперћелија, а силазни помак позади (РФД) је много слабији — чак и визуелно одсутан у многим случајевима. Као и класичне суперћелије, ЛП суперћелије имају тенденцију да се формирају унутар јачег смицања ветра од средњег до горњег нивоа релативног олује, међутим, атмосферско окружење које доводи до њиховог формирања није добро схваћено. Профил влажности атмосфере, посебно дубина повишеног сувог слоја, такође се чини важним, а смицање ниског до средњег нивоа такође може бити важно.
Овај тип суперћелије може се лако идентификовати са „уклесаним“ пругама облака у основи узлазног струјања или чак по изгледу „вадичеп“ или „ бербер штапа “ на узлазном струјању, а понекад и скоро „анорексичним“ изгледом у поређењу са класичним суперћелијама. То је зато што се често формирају унутар профила сувих влаге (често иницираних сувим линијама ) остављајући ЛП-ове са мало доступне влаге упркос високим средњим и горњим ветровима околине. Они се најчешће распршују уместо да се претварају у класичне или ХП суперћелије, иако још увек није необично да ЛП-ови раде ово последње, посебно када се крећу у много влажнију ваздушну масу. ЛП-ове је први формално описао Ховард Блустајн раних 1980-их иако су их научници који су јурили за олујом приметили током 1970-их. Класичне суперћелије могу увенути, али одржавати ротацију узлазног струјања док се распадају, постајући више налик на ЛП тип у процесу познатом као "прелазак на смањење нивоа" који се такође односи на ЛП олује, а сматра се да овај процес представља колико се ЛП-ова распршује.
ЛП суперћелије ретко стварају торнада, а они који се формирају обично су слаби, мали и торнада са високом базом, али су примећена јака торнада. Ове олује, иако стварају мање количине падавина и производе мања језгра падавина, могу генерисати огроман град. ЛП-ови могу произвести град већи од бејзбол лопте на чистом ваздуху где није видљива киша. ЛП-ови су стога опасни за људе и животиње ухваћене напољу, као и за ловце на олује и посматраче. Због недостатка јаког језгра за падавине, ЛП суперћелије често показују релативно слабу радарску рефлексију без јасних доказа одјека куке, када у ствари производе торнадо у то време. ЛП суперћелије можда чак неће бити препознате као суперћелије у подацима о рефлексивности осим ако неко није обучен или искусан на њиховим радарским карактеристикама. Овде посматрања од стране посматрача олује и ловца на олује могу бити од виталног значаја поред Доплерових (и полариметријских) радарских података о брзини.
ЛП суперћелије су прилично тражене међу ловцима на олује јер ограничена количина падавина чини уочавање торнада на безбедној удаљености много мање тешким него са класичним или ХП суперћелијама, а више због откривене незамрачене структуре олује. Током пролећа и раног лета, области у којима се ЛП суперћелије лако примећују укључују југозападну Оклахому и северозападни Тексас, између осталих делова западних Великих равница.

### Велика количина падавина (ХП)
ХП суперћелија има много теже језгро за падавине које се може обавити око мезоциклона. Ово су посебно опасне олује, пошто је мезоциклон обавијен кишом и може сакрити торнадо (ако постоји) од погледа. Ове олује такође изазивају поплаве због јаке кише, штетних налета и слабих торнада, иако је познато да производе јака до насилна торнада. Имају мањи потенцијал за оштећење града од Цлассиц и ЛП суперћелија, иако је штетан град могућ. Неки посматрачи су приметили да имају тенденцију да производе више муња од облака до земље и унутар облака од других врста. Такође, за разлику од ЛП и Класичних типова, тешки догађаји се обично дешавају на предњој страни (југоисточно) олује. ХП суперћелија је најчешћи тип суперћелије у Сједињеним Државама источно од Интерстејта 35, у јужним деловима провинција Онтарио и Квебек у Канади, у Француској, Немачкој и долини По у северној Италији и у централним деловима Аргентина и Уругвај.

### Мини-суперћелија или суперћелија са ниским врхом
Док се класичние ХП и ЛП односе на различите режиме падавина и фронталне структуре мезоскале, још једну варијацију је идентификовао раних 1990-их Јон Дејвис. Ове мање олује су се у почетку звале мини-суперћелије, али се сада обично називају суперћелије са ниским врхом. Они су такође подељени на класичне, ХП и ЛП типове.

## Ефекти
Суперћелије могу произвести град у просеку величине до 5,1 цм у пречнику, ветрови преко 110 км/х, торнада јачине од ЕФ3 до ЕФ5 (ако су смицање ветра и атмосферска нестабилност у стању да подрже развој јачих торнада), поплаве, честе до непрекидне муње и веома јака киша. Многа избијања торнада потичу од кластера суперћелија. Велике суперћелије могу да изазову више дуго праћених и смртоносних торнада, са значајним примерима у Супер епидемији 2011 .
Озбиљни догађаји повезани са суперћелијом се скоро увек дешавају у области интерфејса узлазно/ниже. На северној хемисфери, ово је најчешће задњи бок (југозападна страна) области падавина у ЛП и класичним суперћелијама, али понекад и предња ивица (југоисточна страна) ХП суперћелија.

## Примери широм света

### Азија
Неки извештаји сугеришу да је потоп 26. јула 2005. у Мумбаију у Индији изазвала суперћелија када се формирао облак 15 км високо над градом. Тог дана је 944 мм кише пало над градом, од чега 700 мм пало за само четири сата. Падавине су се поклопиле са плимом, што је погоршало услове.
Суперћелије се обично јављају од марта до маја у Бангладешу, Западном Бенгалу и пограничним североисточним индијским државама, укључујући Трипуру. У овим регионима се примећују суперћелије које производе веома јаке ветрове са градом и повременим торнадом. Такође се јављају дуж северних равница Индије и Пакистана. 23. марта 2013. масивни торнадо је пробио округ Браманбарија у Бангладешу, убивши 20, а ранивши 200 људи.

### Аустралија
На Нову годину 1947. суперћелија је погодила Сиднеј . Суперћелија класичног типа формирала се изнад Плавих планина, средином јутра погодила је доњи ЦБД и источна предграђа до средине поподнева са градом сличне величине лоптице за крикет. У то време, то је била најтежа олуја која је погодила град од када су почела забележена посматрања 1792.
Дана 14. априла 1999. године, јака олуја касније класификована као суперћелија погодила је источну обалу Новог Јужног Велса. Процењује се да је олуја током свог тока испустила 500.000 т града . У то време то је била најскупља катастрофа у историји осигурања Аустралије, која је проузроковала штету од приближно 2,3 милијарде долара, од чега је 1,7 милијарди аустралијских долара покривено осигурањем.
27. фебруара 2007. суперћелија је погодила Канберу, избацивши град величине 39 цм у Цивицу . Лед је био толико тежак да се срушио кров новоизграђеног тржног центра, птице су страдале у граду произведеном из суперћелије, а људи су остали заглављени. Следећег дана многе куће у Канбери биле су подвргнуте изненадним поплавама, узрокованим или немогућношћу градске инфраструктуре да се носи са олујном водом или клизиштима блата са очишћеног земљишта.
6. марта 2010, олује суперћелије погодиле су Мелбурн . Невреме је изазвало бујну поплаву у центру града и град величине тениске лоптице је погодио аутомобиле и зграде, узрокујући штету у вредности од више од 220 милиона долара и изазвала више од 40.000 потраживања од осигурања. За само 18 минута, 19 мм кише је пало која је изазвала пустош пошто су улице биле поплављене, а возови, авиони и аутомобили заустављени.
Истог месеца, 22. марта 2010, суперћелија је погодила Перт . Ова олуја била је једна од најгорих у историји града, изазвавши град од 6 цм по величини и бујици. Град је имао просечну мартовску кишу за само седам минута током олује. Градоносно камење изазвало је велику материјалну штету, од удубљених аутомобила до разбијених прозора. Сама олуја је проузроковала више од 100 милиона долара штете.
27. новембра 2014. суперћелија је ударила у предграђе града, укључујући ЦБД Бризбејн . Град до величине бејзбол лоптице прекинуо је проток струје на 71.000 објеката, повредивши 39 људи  и наневши штету од милијарду АУД.  Налет ветра од 141 км/х је забележен на аеродрому Арчефилд.

### Јужна Америка
Подручје у Јужној Америци познато као Коридор торнада сматра се другом по учесталости лошим временским условима, после Алеје торнада у Сједињеним Државама.Регион, који покрива делове Аргентине, Уругваја, Парагваја и Бразила током пролећа и лета, често доживљава јаке олује са грмљавином које могу укључивати торнада. Једна од првих познатих јужноамеричких суперћелија са грмљавином која је укључивала торнада догодила се 16. септембра 1816. и уништила град Rojas( 240 км западно од града Буенос Ајреса).
Дана 20. септембра 1926. торнадо Ф4 погодио је град Енкарнасион (Парагвај), убивши преко 300 људи и учинио га другим најсмртоноснијим торнадом у Јужној Америци. Дана 21. априла 1970, град Фрај Маркос у Департману Флорида, Уругвај, доживео је торнадо Ф4 који је убио 11 људи, најјачи торнадо у историји нације. 10. јануара 1973. забележен је најтежи торнадо у историји Јужне Америке: торнадо Сан Јусто, 105 км северно од града Санта Фе (Аргентина), добио је оцену Ф5, што га чини најјачим торнадом икада забележеним на јужној хемисфери, са ветровима који прелазе 400 км/х. 13. априла 1993. за мање од 24 сата у провинцији Буенос Ајрес дошло је до највећег избијања торнада у историји Јужне Америке. Забележено је више од 300 торнада, интензитета између Ф1 и Ф3. Градови који су највише погођени били су Хендерсон (ЕФ3), Урдампиллета (ЕФ3) и Мар дел Плата (ЕФ2). У децембру 2000. године, серија од дванаест торнада (само регистрованих) погодила је Велики Буенос Ајрес и провинцију Буенос Ајрес, узрокујући озбиљну штету. Један од њих је ударио у град Гернику, а само две недеље касније, у јануару 2001, Ф3 је поново разорио Гернику, убивши 2 особе.
Торнадо Ф3 се 26. децембра 2003. догодио у Кордоби, са ветровима јачине преко 300 км/х, што је погодило престоницу Кордоба, само 6 км од центра града, у области познатој као ЦПЦ Рута 20, посебно у квартовима Сан Рокуе и Вила Фабрик, убивши 5 људи и повриједивши стотине. Торнадо који је погодио државу Сао Пауло 2004. године био је један од најразорнијих у држави, уништио је неколико индустријских зграда, 400 кућа, убио једну и ранио 11. Торнадо је добио оцену ЕФ3, али многи тврде да је то био торнадо ЕФ4. У новембру 2009. четири торнада, рангираних Ф1 и Ф2, стигла су до града Посадас (главни град провинције Мисионес, Аргентина), стварајући озбиљну штету у граду. Три торнада погодила су подручје аеродрома, узрокујући штету у Барио Белену. Буенос Ајрес је 4. априла 2012. погодила олуја под називом "Буенос Ајрес", интензитета Ф1 и Ф2, која је оставила скоро 30 мртвих на различитим локацијама.
Дана 21. фебруара 2014. године, у Беразатегију (провинција Буенос Ајрес), торнадо интензитета Ф1 причинио је материјалну штету укључујући и аутомобил са два путника, који је био подигнут неколико стопа од тла и преврнуо се на асфалт, обојица возача а његов путник лакше повређени. Торнадо није изазвао смртне случајеве. Озбиљно време које се догодило у уторак 8.11 имало је карактеристике које се ретко виђају у толикој величини у Аргентини. У многим градовима Ла Пампе, Сан Луиса, Буенос Ајреса и Кордобе, интензивни град је пао и до 6 цм у пречнику. У недељу 8. децембра 2013. године у центру и приморју је дошло до јаког невремена. Покрајина која је највише погођена била је Кордоба, а олује и суперћелије типа „Ехо Лука“ такође су се развиле у Санта Феу и Сан Луису.

### Европа
Европа има своја жаришта за торнада и лоше временске прилике. Нарочито у летњим месецима често се дешавају штетне суперћелије, а делови Француске, Немачке и северне Италије доживљавају низ јаких и насилних торнада сваке деценије.
Током вечери 3. августа 2008. године, суперћелија се формирала изнад северне Француске. Он је изазвао торнадо Ф4 у области Вал де Самбре, око 90 километара источно од Лила, који је погодио оближње градове као што су Мобеж и Омон . Ова иста суперћелија је касније генерисала друга торнада у Холандији и Немачкој.
2009. године, у ноћи на понедељак 25. маја, формирана је суперћелија изнад Белгије . Белгијски метеоролог Франк Добосер описао ју је као „једну од најгорих олуја последњих година“ и изазвала је велику штету у Белгији – углавном у провинцијама Источна Фландрија (око Гента), Фламански Брабант (око Брисела) и Антверпен. Олуја се догодила око 1 сат ујутро и 4:00 по локалном времену. За 2 сата забележено је невероватних 30.000 бљескова муња – укључујући 10.000 удара громова. Град до 6 цм пречника је понегде примећен и удари ветра преко 90 км/х, у Мелеу код Гента налет од 101 км/х . Дрвеће је чупано и однето на неколико аутопутева. У Лилу (источно од Антверпена) са шине је одуван теретни воз.
Интензивна суперћелија је 24. маја 2010. оставила за собом траг разарања који се протеже кроз три различите државе у источној Немачкој. Произвео је више јаких налета, штетног града и најмање четири торнада, од којих је најзначајнији торнадо Ф3 који је погодио град Гросенхајн, убивши једну особу.
18. августа 2011. године, рок фестивал Пуккелпоп у Киевиту, Хаселт (Белгија) је можда био погођен суперћелијом са мезоциклоном око 18:15. Пријављени су ветрови налик торнаду, дрвеће од преко 30 цм пречника је оборено. Снажан град погодио је кампус. Како се наводи, пет особа је погинуло, а више од 140 је повређено. Још један је умро недељу дана касније. Догађај је прекинут. Аутобуси и возови су мобилисани да врате људе кућама.
28. јуна 2012. три суперћелије су погодиле Енглеску. Две од њих су се формирале изнад Мидландса, стварајући град за који се извештава да је веће од лоптица за голф, са градом до 10 цм у пречнику. Бурбаге у Лестерширу је видео неке од најжешћих падавина града. Још једна суперћелија произвела је торнадо у близини Слеафорда, у Линколнширу.
Током јуна 2014. у западној Европи дошло је до избијања тешких суперћелија, које су произвеле много штетног града, посебно у Француској. У области Париза, неки град је достигао 8 цм пречника, али највећи је пронађен у одељењу Лоарет са изузетним пречником од 12 центиметара.
25. јула 2019. грмљавина суперћелије погодила је северну Енглеску и делове Нортамберленда. Велики град, честе муње и ротације пријавили су многи људи. 24. септембра 2020. сличан догађај погодио је делове Западног Јоркшира.
У Европи, мини-суперћелија, или суперћелија са ниским врхом, је веома честа, посебно када се пљускови и грмљавине развијају у хладнијим поларним ваздушним масама са јаким млазним струјањем изнад, посебно у левом излазном делу млазног низа .

### Северна Америка
Алеја торнада је регион у централним Сједињеним Државама где су тешке временске прилике уобичајене, посебно торнада. Олуја са грмљавином суперћелија може утицати на овај регион у било које доба године, али су најчешће у пролеће. Торнадо сатови и упозорења су често неопходни у пролеће и лето. Већина места од Великих равница до источне обале Сједињених Држава и севера до канадских прерија, региона Великих језера и реке Св. Лоренса доживи једну или више суперћелија сваке године.
Гејнсвил, Џорџија, био је место петог најсмртоноснијег торнада у историји САД 1936. године, где је Гејндвил разорен и 203 особе су погинуле.
Избијање торнада на Гранд Исланду 1980. погодило је град Гранд Исланд, Небраска, 3. јуна 1980. године. Седам торнада се спустило на град или близу њега те ноћи, убивши 5 и повредивши 200 људи.
Масовно избијање торнада 3. маја 1999. изазвало је торнадо Ф5 у области Оклахома Ситија који је имао највеће забележене ветрове на Земљи. Ова епидемија је изазвала преко 66 торнада само у Оклахоми . На данашњи дан широм области Оклахоме, Канзаса и Тексаса произведен је преко 141 торнадо. Ова епидемија је резултовала са 50 смртних случајева и 895 повређених.
Серија торнада, која се догодила у мају 2013, изазвала је тешка разарања Оклахома Ситија. Прва избијања торнада догодила су се од 18. маја до 21. маја када је ударила серија торнада. Од једне од олуја развио се торнадо који је касније добио оцену ЕФ5, који је прошао кроз делове области Оклахома Ситија, узрокујући велику штету. Овај торнадо је први пут примећен у Њукаслу . Дотакнуо је тло 39 минута, прелазећи кроз густо насељен део Мура. Ветрови са овим торнадом достизали су максимум од 340км/х. У торнаду су страдале 23 особе, а повређено је 377 особа. Током олујног периода потврђено је још 61 торнадоа.

### Јужна Африка
Јужна Африка је сведок неколико олуја са суперћелијама сваке године са укључивањем изолованих торнада. У већини случајева ови торнади се јављају на отвореним пољопривредним земљиштима и ретко узрокују штету на имовини, јер многи од торнада који се дешавају у Јужној Африци нису пријављени. Већина суперћелија се развија у централним, северним и североисточним деловима земље. Слободна држава, Гаутенг и Квазулу Натал су обично провинције у којима се ове олује најчешће дешавају, иако активност суперћелија није ограничена на ове провинције. Повремено, град достиже величину већу од лоптица за голф, а торнада се такође јављају, иако ретко.
Дана 6. маја 2009. на локалним јужноафричким радарима примећен је добро дефинисан ехо куке, заједно са сателитским снимцима који су потврдили присуство јаке суперћелије. Извештаји из околине указују на јаке кише, ветар и јак град.